# Rudolf Hausmann (Politiker)
Rudolf Hausmann (* 16. März 1954 in Blaubeuren) ist ein deutscher Politiker (SPD).

## Leben und Beruf
Nach dem Abitur im Jahr 1974 in Blaubeuren studierte Rudolf Hausmann an der Pädagogischen Hochschule Reutlingen und war anschließend bis 1985 als Erzieher tätig. Daneben studierte er Sonderpädagogik in Reutlingen und der Eberhard Karls Universität Tübingen und schloss das Studium im Jahr 1986 als Diplom-Pädagoge ab. Nachdem er in den Jahren 1985 bis 1987 stellvertretender Heimleiter gewesen war, wechselte er zur Gewerkschaft ÖTV, für die er bis 2000 hauptamtlich tätig war. Ein Studium an der FernUniversität in Hagen schloss er im Jahr 2005 als Master of Business Administration (MBA) ab. Seit 2006 führt er die Beratungsfirma Prisma-Network. Von 2011 bis 2016 leitete er den Fachbereich 11 (Verkehr) in ver.di Baden-Württemberg. Hausmann ist verheiratet und hat ein Kind.

## Politik
Seit dem Jahr 1995 ist Hausmann Mitglied des Kreistages des Landkreises Reutlingen. Von 1999 bis 2002 war er dort Vorsitzender der SPD-Fraktion. In den Jahren 2000 bis 2007 führte er den SPD-Kreisverband und von 2001 bis 2004 war er Generalsekretär der SPD Baden-Württemberg. Von 1996 bis 2011 war er Abgeordneter des Landtags von Baden-Württemberg, in dem Hausmann über ein Zweitmandat den Wahlkreis 60 (Reutlingen) vertrat.